# Katnaghbyur (Lori)
Katnaghbyur (in armeno Կաթնաղբյուր?) è un comune di 998 abitanti (2001) della Provincia di Lori in Armenia.